# 천연섬유

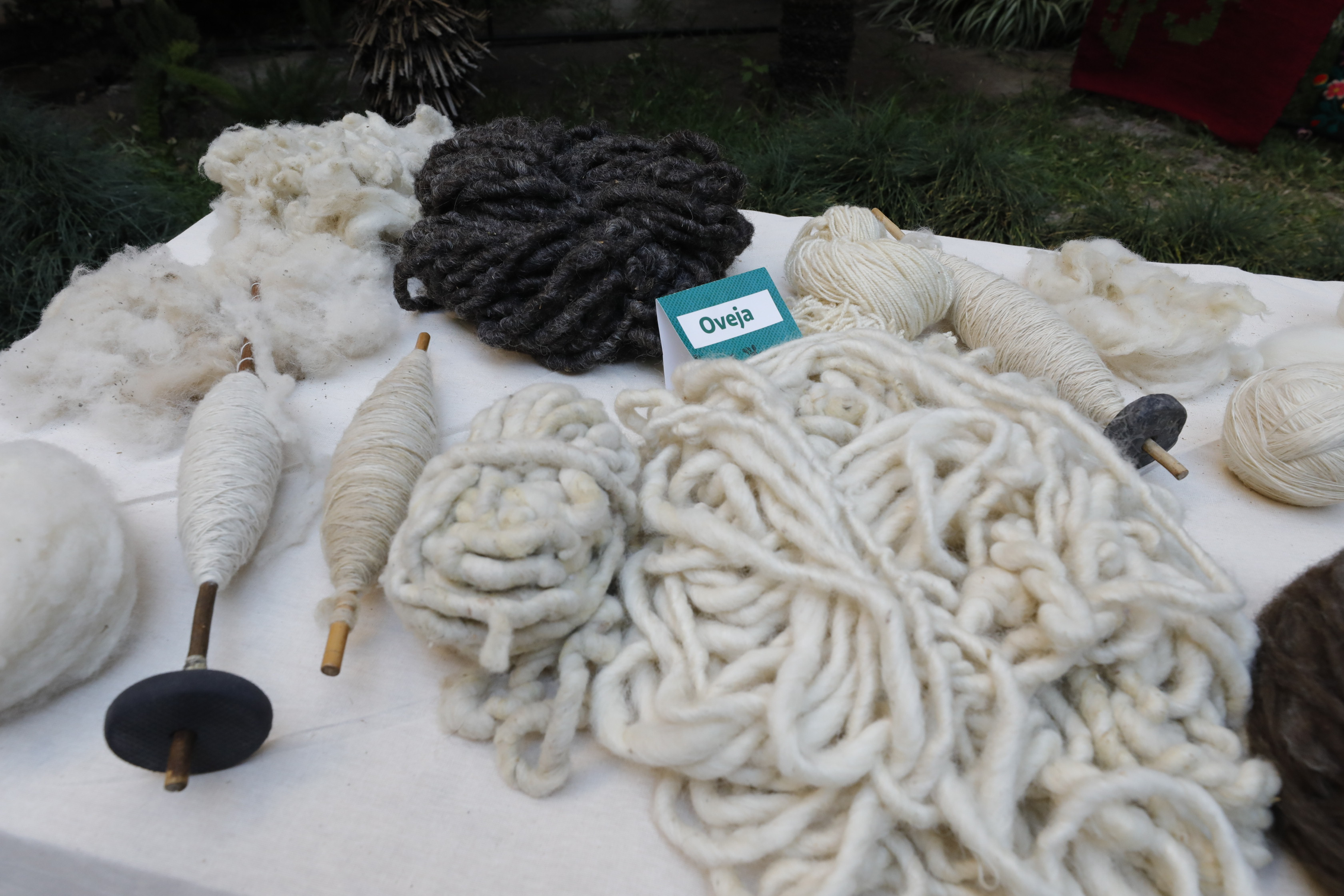

천연섬유(天然纖維)는 천연의 생물·광물에서 얻어지는 섬유를 말한다. 자연섬유(自然纖維)라고도 한다. 솜, 삼 껍질, 명주실, 털 따위의 천연물의 세포로 된 섬유를 가리킨다.

## 원천
- 식물 섬유
- 동물 섬유
- 광물 섬유

## 광물 섬유
석면(石綿, asbestos)은 사문석이나 각섬석이 변해서 섬유 모양으로 된 광물로서, 보통 모암(母岩) 사이에서 층상으로 산출된다. 대부분은 40mm 이하의 짧은 것이지만, 드물게는 각섬석면(角閃石綿)처럼 180mm에 이르는 것도 있다. 모암으로부터 섬유를 빼내기 위해서는 모암을 부수어 층상인 석면 덩어리를 풀어낸다. 섬유는 매우 가늘고 솜과 같은 상태로 채취된다. 주성분은 복잡한 규산염이며 내열성이 좋다. 이 섬유를 시멘트와 혼합하고, 종이를 뜨는 것처럼 얇은 층상으로 한 것을 여러 장 겹쳐서 압착한 것이 석면 슬레이트로서, 방화·단열재로서 건축에 쓰인다. 또 실로 뽑은 것은 방직하고, 보온·단열용 직물로 쓰인다.
대한민국은 2009년 1월 1일부터 <산업안전보건법>에 의해 석면이 0.1% 이상 함유된 건축자재 등의 제품은 제조, 수입, 사용이 금지됐다.

## 같이 보기
- 합성섬유

## 참고 문헌
- 이 문서에는 다음커뮤니케이션(현 카카오)에서 GFDL 또는 CC-SA 라이선스로 배포한 글로벌 세계대백과사전의 내용을 기초로 작성된 글이 포함되어 있습니다.